# Jób könyve

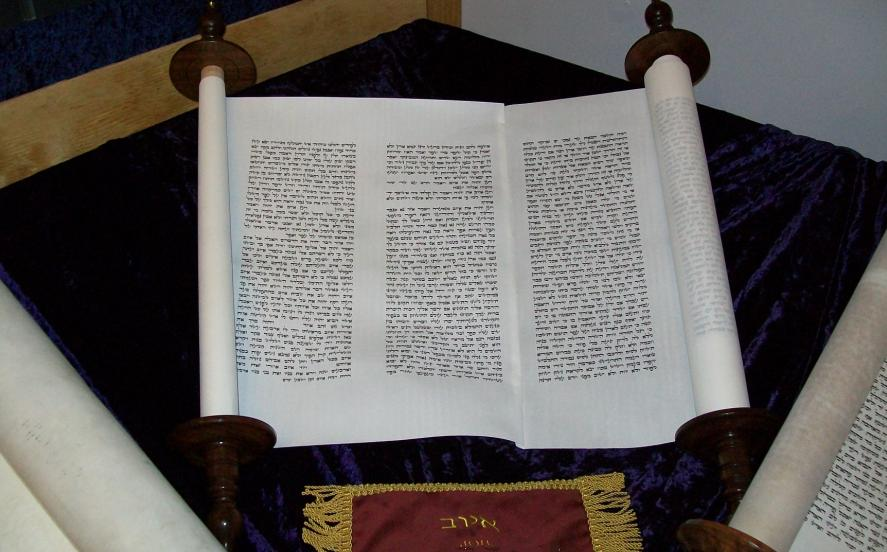

Jób könyve (rövidítve: Jób) (héberül: אִיּוֹב Ijjóv, jiddisül: איוב Iev) a Biblia egyik protokanonikus ószövetségi irata, a zsidó bölcsességi irodalom kiemelkedő alkotása, amely legkésőbb Kr. e. 5. és 3. század között keletkezett. Címét a könyvben szereplő Jóbról kapta, aki egy istenfélő igaz emberként boldogságban és gazdagságban él, de váratlanul és vétlenül balsors tör rá: élete válságba kerül. Ezzel a történettel a mű azokra a kérdésekre keresi a választ, hogy miért szenved az igaz, és miért él jól a bűnös, honnan ered a sok baj, szenvedés és nyomorúság a földön, van-e ezeknek célja és lényege, és összeegyeztethető-e a rossz és az igazságtalanság egy jóságos és igazságos Isten létével? A zsidó fogság utáni korban keletkezett Jób-könyv nem elméleti eszmefuttatásokkal, hanem egy drámai elbeszélés keretében, a türelmes, Istenhez szenvedéseiben is kitartóan hűséges Jób élettörténetébe ágyazottan próbál választ adni erre.

## Helye a bibliai kánonban és szövege
Jób könyve a héber kánonban az Írások vagy Iratok (Ketubím) között a második vagy harmadik helyen áll (Zsolt, Péld, Jób; vagy Zsolt, Jób, Péld sorrendben). A Septuagintában a bölcsességi iratok között, a Salamonnak tulajdonított művek (Péld, Préd, Én) és a deuterokanonikus könyvek közé helyezték. A Vulgatában pedig a bölcsességi könyvek élén, a Zsoltárok előtt áll. A magyar katolikus és protestáns bibliafordításokban ez az utóbbi sorrend található.
Jób eredeti, héber szövege nem túl jó állapotban maradt fenn, és a Septuaginta sem fordít le minden verset, sokszor pedig parafrázisszerűen adja vissza a héber kifejezéseket. Ez a fordítóknak néhány esetben komoly problémát jelent abban, hogy pontosan rekonstruálják az eredeti szöveg minden részét.

## Témája, szerkezete
Jób könyve egy prózai elbeszéléssel kezdődik, amelyből kiderül, hogy Jób egy jámbor, istenfélő ember, aki hűségesen szolgál Istennek, és boldogságban és gazdagságban él. A Sátán szerint azonban Jób hűsége csak a jólétben valódi, ezért Isten megengedi neki, hogy megkísértse, hogy így próbára tegye Jóbot a bajban is. Jób elveszti vagyonát és gyermekeit, majd súlyos betegség tör rá, azonban mindebbe belenyugodva továbbra is kitartott Isten mellett: „Az Úr adta, az Úr elvette, legyen áldott az Úr neve!” (Jób 1,21). A magányos, beteg, szemétdombon kucorgó Jóbot ekkor három barátja, Elifáz (Elifász), Bildád és Cofár (Szófár, Zófár) látogatja meg, akik azt állítják Jóbnak, hogy bűnei miatt szenved, mert minden szenvedés valamilyen bűn büntetése. Jób azonban nem fogadja ezt el. Tudja, hogy nem bűntelen, és hogy a bűnökért büntetés jár, de tagadja, hogy vétkei és szörnyű állapota arányban állnának egymással, és valami más okot keres. Szenvedélyes védekezésében végül már Istenhez fordul igazolásért, perbe hívja Teremtőjét, de a barátok elméletét nem fogadja el. Ekkor színre lép Elihu (Elíhú, Eliú), aki más magyarázattal szolgál: szerinte Isten a szenvedéssel az embert – az igazat is – nevelni akarja. Jóbot ezzel függő helyzetére akarja ráébreszteni, és megmenteni akarja őt az elbizakodottságtól. Isten azonban félbeszakítja Elihut, és két beszédben szól Jóbhoz, de a válaszadást visszautasítja, mert az embernek nincs joga megítélnie a végtelenül bölcs és mindenható Istent. Felvonultatja Jób előtt a teremtés csodáit: rendjét és tökéletességét, a behemót (víziló?) és a leviatán (krokodil?) példájával a természet burjánzó sokszínűségét és pazarló játékosságát. Ha az ember a természet teljes összefüggésrendjét sem képes teljességgel megismerni, akkor hogyan ismerhetné meg az emberi lét nagy misztériumait, mint pl. a szenvedést? Ezeket az ember képtelen lenne befogadni, és így nem is tudná helyesen elrendezni őket világában, ezért ezen titkok végső értelme Istennél van és nála is marad. Jób megérti ezt, és megrendülve, és felszabadulva meghajol Isten nagysága előtt. Isten ekkor megszégyeníti Jób három barátját, és visszaadja Jóbnak egészségét, gyermekeket ad neki, volt vagyonát pedig megkétszerezi.

### Szerkezete
Jób könyve szerkezetileg egy prózai keretelbeszélésből és egy hosszú dialógusokból álló költői részből áll.
- I. Keretelbeszélés: prológus (1-2)
  - Jób jámborsága és boldogsága (1,1-5)
  - Első mennyei jelenet: Isten és Sátán párbeszéde (1,6-12)
  - Jób első próbatétele: vagyonának és gyermekeinek elvesztése (1,13-22)
  - Második mennyei jelenet: Isten és Sátán párbeszéde (2,1-7a)
  - Jób második próbatétele és helytállása: betegség (2,7b-10)
  - A három barát megjelenése (2,11-13)
- II. Beszédek (3,1-42,6)
  - Jób panasza (3)
  - Beszédváltás Jób és a barátok között. (4-27) A három barát három-három beszédet mond, amelyekre Jób egyenként válaszol: Elifáz – Jób; Bildád – Jób; Cofár – Jób sorrendben. (Az utolsó sorozatból azonban hiányzik Cofár beszéde.)
  - Ének a bölcsességről (28)
  - Jób monológja (29-31)
  - Elihu négy beszéde (32-37)
  - Isten két beszéde és Jób két válasza (38,1-42,6)
- III. Keretelbeszélés: epilógus (42,7-17)
  - A barátok elítélése, Jób rehabilitálása (42,7-10)
  - Jób életének visszaállítása: ismerősök, család, vagyon (42,11-17)

## Szerzője, egységének kérdése és keletkezési ideje
A Jób-könyv szerzőjével kapcsolatban a legkülönbözőbb nézetek születtek meg a történelem folyamán. A prófétai hagyomány Jóbot valós, történeti személynek tartotta (vö. Ez 14,14.20), a régi idők egyik hősének, és így a könyvet az ókeresztény kor egyházatyái és a középkor teológusai magát Jóbot vagy Jób valamelyik barátját tartották a szerzőnek. A Talmud és több régi bibliamagyarázó szerint Mózes írta a könyvet – legalábbis a keretelbeszélést -, amit az elbeszélés patriarkális hangja támogat, valamint, hogy nincs szó a műben a törvényről, a szent sátorról vagy a templomról. A Talmudban ezenkívül olyan vélemény is akad, amely szerint a könyv az első Templom előtti időből, Jákob pátriárka vagy Ahasvéros király idejéből való. Mások szerint pedig Izaiás, Jeremiás vagy Ezékiel írta a könyvet, ugyanis a kifejezések és gondolatok rokonságot mutatnak velük. A modern bibliatudósok szerint azonban az a valószínű, hogy a teljes könyv valamikor a babiloni fogság után keletkezett (legkésőbb az i. e. 3. század végén, de inkább az 5. században), szerzőjéről pedig nem lehet semmi közelebbit megállapítani, csak azt, hogy egy sokat utazó izraelita volt, aki ismerte a bölcsek és a próféták tanításait, és igen valószínű, hogy Palesztinában élt. A késői, fogság utáni eredet mellett szól az, hogy az igaz ember szenvedésének témája, az egyéni sorsok fölötti elmélkedés az izraelita bölcsességtan késői szakaszáról tanúskodik, és az Elihu-beszédekben lévő aramaizmusok szintén ezt erősítik meg. A kísértő és perlekedő Sátán alakja szintén főként a fogság utáni időben került elő. A Jeremiás és a Siralmak könyvével való irodalmi összefüggések pedig arra engednek következtetni, hogy a szerző ismerte ezeket.
Jób könyvének témája és tanítása egységes: az igaz ember szenvedésére keresi a választ. Azonban a könyv egyes alkotóelemiből a modern kutatók arra következtetnek, hogy a jelenlegi forma egy folyamatos szerkesztés eredményeként jött létre, azaz egy alapművet többször is kiegészítettek és átdolgoztak. Ezt a következőképpen feltételezik: a középső, költői egység szerzője felhasználta a Jób próbatételéről és helytállásáról szóló hagyományt, és keretként a párbeszédek elejére és végére helyezte azt. Később újabb kiegészítéseket (a bölcsességről szóló éneket, Elihu beszédét, esetleg az Úr beszédét vagy annak egy részét) kapcsoltak hozzá, de ezt nem minden bibliakutató tartja így. Mindezek ellenére a Jób könyve organikus egységet képez, mert az alaptéma egyben tartja a – feltételezett – különböző részeket is.

## Kapcsolata az ókori Kelet irodalmával
Jób könyve egyértelműen Izraelben keletkezett, és a zsidó egyisten-hit fényében keres választ a szenvedés miértjére, de mű formája és tartalma felbukkan az ókori Kelet irodalmában is. Ilyen rokonságot mutatnak egyiptomi (pl. „Az életunt beszélgetése lelkével”; „A paraszt panaszai”; „Ipu-wer intelmei”; „Cha-Chope-Re seneb panasza") és mezopotámiai (pl. a „Dicsérni akarom a bölcsesség urát”, az ún. „Babiloni Jób”; „A szenvedő beszélgetése jámbor barátjával”, az ún. „Babiloni teodicea”; „A szenvedő igazról”; „Ember és Istene”, az ún. „Sumer Jób”) bölcsességi és egyéb szövegek. A tudományos irodalom sokat foglalkozott Jób könyve és ezen irodalmi alkotások rokonságával, és egymás függőségével, és arra az eredményre jutott, hogy kizártnak tartható, hogy Jób könyve közvetlenül függne a kor ezen keleti bölcsességkultúrájától. Jób könyvének szerzője bár minden bizonnyal ismerte Kelet bölcsességi irodalmát, azonban a könyv emelkedettsége, a szenvedés problémájára adott pozitív válasza, a költői kifejezés szépsége nem csak eredetiségéről tanúskodik, hanem arról is, hogy felette áll az ókori Kelet irodalmi alkotásainak.

## Tanítása
Jób könyve elsősorban nem azt vizsgálja, hogy a szenvedés hogyan hozható összhangba az igazságos és irgalmas Isten képével, hanem egy gyakorlati, morális kérdést tesz fel: a szenvedést hogyan lehet az emberi létbe beépíteni, van-e célja és lényege, és mik ezek? Jób barátai a hagyományos zsidó felfogást képviselik: minden szenvedés a bűn miatt van, az a bűn büntetése; azaz, ha Jób megvizsgálja lelkiismeretét, megtér és vezekel, akkor a szenvedése is elmúlik. Elihu képvisel egy másik hagyományos magyarázatot: a szenvedés nevelő, jobbító célzatú. Jób könyve – bár elfogadja ezeket a magyarázatokat, hogy ti. a bűnért büntetés jár, valamint, hogy Isten megfenyítheti gyermekeit a jó érdekében – ezeket nem tartja kielégítőnek és általánosnak. Ez így túl szívtelen és kategorikus lenne, és tapasztalata is mást mutat: ő ártatlan és mégis szenved, tehát a jó sors és a jámborság, illetve a rossz sors és a bűn a valóságban nem tartoznak szükségszerűen össze.

## Magyarázatai
Jób könyvének gondolati mélysége sokféle magyarázatra adott alkalmat, kezdve az ókortól, a modern filozófiai gondolatokig.
Kommentárt írt Jób könyvéhez Alexandriai Ambrosziosz ókeresztény író (4. század).

### A Talmudban
A Talmud egyik szövege szerint Jób a szenvedő igaz Izrael megtestesítője, megszemélyesítője. Ez a „Jób-Izrael” élt mindenkor, amikor csak Izrael szenvedett, így pl. az egyiptomi fogságban, a bírák korában, Dávid napjaiban vagy a babiloni számkivetésben.
Egy másik helyen azonban elítélően beszél Jóbról: Jób „csak azért jött erre a világra, hogy itt kapja meg az ő jutalmát. De amint a Szent – áldassék neve! – szenvedést bocsátott rá, Jób zúgolódásra és szidalomra kezdett fakadozni. Ezért kétannyira gyarapította a Szent – áldassék neve! – Jóbnak jutalmát e világon, hogy őt a jövőbeli világból kirekessze” (Baba Bathra, 15a).

### Modern megközelítések
Carl Gustav Jung Válasz Jób könyvére című művében arról ír, hogy Jób mérhetetlen szenvedése egyenesen kikényszerítette Istentől a megváltást, mert Isten egyszerűen nem tehetett mást, mint, hogy szabadítót küldött a szenvedő emberiségnek.
- Ádám almái (2005-ös dán film)
- G. K. Chesterton: Az ember, aki csütörtök volt
- Robert A. Heinlein: Job: A Comedy of Justice
- Harold Kushner: Amikor rossz dolgok történnek jó emberekkel
- C.S. Lewis: A fájdalom
- Henry M. Morris: Jób csodálatos beszámolója
- James Morrow: "Blameless in Abaddon"
- Joseph Roth: Jób
- Robert Frost: A Masque of Reason
- Elie Wiesel: Az éjszaka (vers)
- Archibald MacLeish: JB (dráma)